# Brzeźno (powiat toruński)
Brzeźno – wieś w Polsce położona w województwie kujawsko-pomorskim, w powiecie toruńskim, w gminie Lubicz.
W latach 1975–1998 miejscowość należała administracyjnie do województwa toruńskiego. Leży przy drodze krajowej nr 15 Inowrocław-Ostróda, w odległości 17 km na północny wschód od Torunia oraz 3 km od Turzna, w którym znajduje się zabytkowy pałacyk. Według danych urzędu gminy (XII 2016 r.) liczyła 360 mieszkańców. Jest trzynastą co do wielkości miejscowością gminy Lubicz.